# Catantops nephiostictus
Catantops nephiostictus är en insektsart som beskrevs av Nicholas David Jago 1984. Catantops nephiostictus ingår i släktet Catantops och familjen gräshoppor. Inga underarter finns listade i Catalogue of Life.